# ベルンハルト・アイゼル
ベルンハルト・アイゼル（Bernhard Eisel、1981年2月17日 - ）は、オーストリア、フォイツベルク出身の自転車競技（ロードレース）選手。

## 来歴
兄、アルノルト・アイゼルもプロロードレース選手だった。
1997年
- 欧州ユース選手権
  - ロードレース 優勝
  - 個人タイムトライアル 優勝。

2001年
- マペイ・クイックステップと契約を結んでプロ転向。

2003年
- フランセーズ・デ・ジューに移籍。
- ジロ・デ・イタリア初出場、総合64位。
- ツール・デュ・リムザン 区間1勝（第4）

2004年
- ツール・ド・フランス初出場、総合131位。

2005年
- グランプリ・インターナショナル・コスタ・アズール 区間1勝（第4）、総合2位
- ヴォルタ・アン・アルガルヴェ 区間2勝（第1，4）
- ツール・ド・スイス区間1勝。

2006年
- ツアー・オブ・カタール 区間1勝（第4）
- クラアンプリ・インターナショナル・コスタ・アズール 総合2位
- ヴォルタ・アン・アルガルヴェ 区間1勝（第2）
- デ・パンネ3日間 区間1勝（第2）、総合2位
- パリ〜ルーベ5位。

2007年
- T-モバイル（後の チーム・HTC - ハイロード）に移籍。

2008年
- パリ〜ブールジュ 優勝

2009年
- ツール・ド・スイス区間1勝（第2）。

2010年
- ヘント〜ウェヴェルヘム 優勝

2011年
- ヘント〜ウェヴェルヘム 7位
- パリ〜ルーベ 7位

2012年、チーム・スカイに移籍。
- E3・ハレルベーク 3位

2013年
- ミラノ〜サンレモ 10位
- ヘント〜ウェヴェルヘム 7位

2016年、チーム・ディメンションデータに移籍。
2017年
- アークティック・レース・オブ・ノルウェー　山岳賞